# Sprattus
Sprattus je rod majhnih pelaških rib iz družine sardel.

## Vrste
- Sprattus antipodum
- Falklandska papalina (Sprattus fuegensis)
- Sprattus muelleri
- Sprattus novaehollandiae
- Sprattus sprattus balticus
- Papalina (Sprattus sprattus sprattus)